# Ja, Frankenstein
Ja, Frankenstein (ang.: I, Frankenstein) – australijsko-amerykański film akcji science fantasy z 2014 roku w reżyserii Stuarta Beattie. Scenariusz oparty został na komiksie Kevina Grevioux.

## Fabuła
Adam to postać, która niegdyś została stworzona przez doktora Frankensteina. Od ponad 200 lat żyje w samotności, jednocześnie ukrywając swoją prawdziwą tożsamość przed ludźmi. Swoją potężną siłę, wytrzymałość i umiejętność sztuk walki wykorzystuje, by chronić ludzkość przed najgorszymi potworami. Nieoczekiwanie i wbrew swojej woli zostaje wplątany w odwieczną wojnę pomiędzy dwoma klanami nieśmiertelnych.

## Obsada
- Yvonne Strahovski jako Terra
- Bill Nighy jako Naberius
- Jai Courtney jako Gideon
- Aaron Eckhart jako Adam Frankenstein
- Miranda Otto jako Leonore
- Caitlin Stasey jako Keziah
- Kevin Grevioux jako Dekar
- Aden Young jako dr Frankenstein
- Deniz Akdeniz jako Barachel
- Virginie Le Brun jako Elizabeth Frankenstein
- Socratis Otto jako Zuriel